# Overleven (Djaga Djaga)
Overleven is een lied van de Nederlandse rapper Djaga Djaga in samenwerking met de Marokkaans-Nederlandse rapper Lijpe. Het werd in 2022 als single uitgebracht en stond in 2023 als derde track op het album Beschadigd van Djaga Djaga.

## Achtergrond
Overleven is geschreven door Abdessamed Achahbar en Jason Leonora en geproduceerd door L'OR, JasonXM. Het is een nummer dat past in het genre nederhop met effecten uit de trap. In het lied rappen en zingen de artiesten over hoe zij uitdagingen uitgaan in hun leven en wat hun pad naar succes is. In de in Frankrijk opgenomen videoclip, zijn naast Djaga Djaga en Lijpe ook de artiesten Oshadix, F.I. en Yellow te zien.
Het is niet de eerste keer dat de twee artiesten met elkaar samenwerken. Dit deden zij eerder al op Ooit groot. Na Overleven herhaalden ze de samenwerking nogmaals op Rovers en Schakelen.

## Hitnoteringen
De artiesten hadden bescheiden succes met het lied in Nederland. Het kwam tot de 42e plaats van de Single Top 100 in de twee weken dat het in deze hitlijst te vinden was. De Top 40 en haar Tipparade werden niet bereikt.